# Istocheta polyphyllae
Istocheta polyphyllae är en tvåvingeart som först beskrevs av Villeneuve 1917.  Istocheta polyphyllae ingår i släktet Istocheta och familjen parasitflugor. Inga underarter finns listade i Catalogue of Life.